# Пайнберрі
Пайнберрі (нід. Ananaserdbeeren, англ. Pineberry) — гібрид суниці чилійської (Fragaria chiloensis) і суниці віргінської (Fragaria virginiana). Виведений в Нідерландах, і створений Хансом де Йонгом. Забарвлення ягоди варіюється від оранжевого до білуватого. У 2009 році офіційно ягода була названа «Ananaserdbeeren», що означає ананасова полуниця, але потім для ринку Великої Британії ягоду перейменували в «пайнберрі» (англ. pineberry).
Пайнберрі в Європі вирощують в обмеженій кількості, орієнтуючись на справжніх гурманів, так як ягоди занадто дрібні і дорогі, що робить цей бізнес малодоходним. Існують інші сорти, такі як «біла насолода», «біла душа». Ціна за 125 грам становить від 4 до 6 доларів. Знадобилося близько шести років вирощування і селекції, щоб ягода досягла такої досконалості, як тепер. Розміри пайнберрі складають від 15 до 23 мм, вирощується в теплицях. Зріла ягода має біле забарвлення, з червоними насінинами. Пайнберрі теплолюбний, не переносить надмірне зволоження ґрунту і велику відстань між кущами.